# آلن نف
آلن نف (انگلیسی: Alain Nef؛ زادهٔ ۶ فوریهٔ ۱۹۸۲) بازیکن سابق فوتبال اهل سوئیس است. او آخرین بار برای باشگاه زوریخ بازی کرد.
وی همچنین در تیم ملی فوتبال سوئیس بازی کرده‌است.